# براکنهایم
شهر براکنهایم در ایالت بادن-وورتمبرگ در کشور آلمان واقع شده است.